# Corymorpha armata
Corymorpha armata is een hydroïdpoliep uit de familie Corymorphidae. De poliep komt uit het geslacht Corymorpha. Corymorpha armata werd in 1997 voor het eerst wetenschappelijk beschreven door Margulis. 